# Novoselivka, Koriukivka
Novoselivka (în ucraineană Новоселівка) este un sat în comuna Rîbînsk din raionul Koriukivka, regiunea Cernihiv, Ucraina.

## Demografie
Componența lingvistică a localității Novoselivka
     Ucraineană (97,17%)
     Rusă (2,83%)
Conform recensământului din 2001, majoritatea populației localității Novoselivka era vorbitoare de ucraineană (97,17%), existând în minoritate și vorbitori de rusă (2,83%).